# Go Kyung-min
Go Kyung-min (ur. 1994 r. w Seulu) – południowokoreański aerobik, dwukrotny mistrz świata i Azji.
Sportową przygodę zaczął w wieku siedmiu lat, uczestnicząc do gimnazjum w Yesan County. Początkowo zajął się lekkoatletyką, lecz później zmienił na aerobik. Pierwszy występ na mistrzostwach świata zaliczył w 2012 roku w Sofii, zajmując w zawodach grupowych ósme miejsce. Na następnych zawodach w Cancún stanął na najniższym stopniu podium w rywalizacji trójek. W klasyfikacji drużynowej reprezentacja Korei Południowej zajęła czwarte miejsce. W 2016 roku w Inczon został mistrzem świata w trójkach. Tuż za podium uplasował się w rywalizacji indywidualnej, nieco gorzej – w grupowej. Dwa lata później w Guimarães zajął pierwsze miejsce w tańcu, zdobywając złoty medal.
W 2013 roku wziął udział w World Games 2013 rozegranym w Cali. Nie awansował jednak do finału konkursu trójek.